# 上川郡 (中國)
上川郡，中国南北朝时设置的郡。
南朝梁置上川郡，治所在淮安县（今河南省桐柏县东固县镇）。属于华州，华州下辖上川郡、西义阳郡。辖境相当今河南省桐柏县。梁元帝承圣元年（552年），西魏从南梁手中夺得上川郡，改华州为淮州。西魏废帝三年（554年），淮州改为纯州。下辖义乡县、淮南县、淮安县。北周沿置上川郡，废除西义阳郡，地入上川郡义乡县。隋文帝开皇三年（583年），废上川郡，属县入纯州。